# Reg Parnell Racing
Reg Parnell Racing var ett brittiskt formel 1-stall som tävlade under 1960-talet.

## Historik
Reg Parnell Racing startades av racerföraren och tidigare stallchefen hos Aston Martin Reg Parnell 1959. Stallet tävlade med bilar från Cooper, Lola och Lotus. Reg Parnell var på väg att bygga en egen bil då han avled i en bukhinneinflammation efter en misslyckad blindtarmsoperation. Stallet övertogs av hans son Tim Parnell, som senare inledde ett tätt samarbete med BRM.

## F1-säsonger
| Säsong | Tävlingsnamn              | Bil                   | Motor                             | Däck | Poäng | VM-plac. | Förare 1                  | Förare 2          | Förare 3      | Övriga förare                          |
| ------ | ------------------------- | --------------------- | --------------------------------- | ---- | ----- | -------- | ------------------------- | ----------------- | ------------- | -------------------------------------- |
| 1959   | R H H Parnell             | Cooper T45 Cooper T51 | Climax 1.5 L4                     | -    | 0     | (1:a)    | Henry Taylor              | Tim Parnell       |               |                                        |
| 1960   | Yeoman Credit Racing Team | Cooper T51            | Climax 2.5 L4                     | -    | 0     | (1:a )   | Tony Brooks               | Olivier Gendebien | Henry Taylor  | Chris Bristow Bruce Halford Phil Hill  |
| 1961   | Yeoman Credit Racing Team | Cooper T53            | Climax 1.5 L4                     | D    | 4     | (4:a)    | John Surtees              | Roy Salvadori     |               |                                        |
| 1962   | Bowmaker Racing Team      | Lola Mk 4             | Climax 1.5 V8                     | D    | 19    | (4:a)    | John Surtees              | Roy Salvadori     |               |                                        |
| 1963   | Reg Parnell Racing        | Lola Mk 4 Lola Mk 4A  | Climax 1.5 V8                     | D    | 0     | -        | Masten Gregory            | Chris Amon        | Mike Hailwood | Lucien Bianchi Maurice Trintignant     |
| 1963   | Reg Parnell Racing        | Lotus 24              | Climax 1.5 V8                     | D    | 0     | (1:a)    | Maurice Trintignant       | Mike Hailwood     |               |                                        |
| 1963   | Reg Parnell Racing        | Lotus 24              | BRM 1.5 V8                        | D    | 0     | (8:a)    | Rodger Ward Chris Amon    | Hap Sharp         |               | Masten Gregory                         |
| 1964   | Reg Parnell Racing        | Lotus 25              | BRM 1.5 V8                        | D    | 3     | (8:a)    | Mike Hailwood             | Chris Amon        |               | Peter Revson                           |
| 1964   | Reg Parnell Racing        | Lotus 25              | Climax 1.5 V8                     | D    | 0     | (3:a)    | Chris Amon                |                   |               |                                        |
| 1965   | Reg Parnell Racing        | Lotus 25 Lotus 33     | BRM 1.5 V8                        | -    | 2     | (8:a)    | Richard Attwood           | Innes Ireland     |               | Bob Bondurant Mike Hailwood Tony Maggs |
| 1966   | Reg Parnell Racing        | Lotus 25 Lotus 33     | BRM 1.9 V8                        | F    | 4     | (5:a)    | Mike Spence               |                   |               |                                        |
| 1966   | Reg Parnell Racing        | Ferrari 246T          | Ferrari 2.4 V6                    | F    | 0     | (2:a)    | Giancarlo Baghetti        |                   |               |                                        |
| 1967   | Reg Parnell Racing        | Lotus 25              | BRM 1.5 V8 BRM 2.0 V8             | -    | 0     | (8:a)    | Chris Irwin Piers Courage |                   |               |                                        |
| 1967   | Reg Parnell Racing        | BRM 261 BRM P83       | BRM 2.0 V8 BRM 2.1 V8 BRM 3.0 H16 | -    | 0     | (6:a)    | Chris Irwin               | Piers Courage     |               |                                        |
| 1968   | Reg Parnell Racing        | BRM P126              | BRM 3.0 V12                       | -    | 4     | (5:a)    | Piers Courage             |                   |               |                                        |
| 1969   | Reg Parnell Racing        | BRM P126              | BRM 3.0 V12                       | G/D  | 0     | (5:a)    | Pedro Rodríguez           |                   |               |                                        |